# Oncin
Oncin (italià Oncino) és un municipi italià, situat a la regió del Piemont. L'any 2007 tenia 97 habitants. Està situat a la Vall del Po, dins de les Valls Occitanes. Limita amb els municipis de Casteldelfino, Criçòl, Ostana, Paesana, Pont e la Chanal i Sampeyre.

## Administració
| Període | Identitat     | Partit        |
| ------- | ------------- | ------------- |
| 2004-   | Mario Bianchi | Llista cívica |